# (488) Creúsa
(488) Creúsa es un asteroide perteneciente al cinturón de asteroides descubierto el 26 de junio de 1902 por Luigi Carnera y Maximilian Franz Wolf desde el observatorio de Heidelberg-Königstuhl, Alemania.
Está nombrado por Creúsa, un personaje de la mitología griega.